# Alban Bretschneider
Alban Karl Bretschneider (* 19. August 1868 in Rodewisch; † 13. April 1939 in Gera) war ein deutscher Politiker (SPD). Er war ab 1918 Mitglied des Landtag Reuß jüngerer Linie und danach Abgeordneter des Thüringer Landtages.

## Leben
Bretschneider war der Sohn des Fabrikarbeiters Gottlieb Friedrich Bretschneider und dessen Ehefrau Rosmine geborene Petermann. Er war evangelisch-lutherischer Konfession und heiratete am 7. April 1892 in Gera die (katholische) Fabrikarbeiterin Emma Theresia Bähr (28. Februar 1867 in Reichenberg/Böhmen; † 18. Juli 1944 in Königslutter), die Tochter des Tuchmachermeisters Josef Behr in Reichenberg.
Bretschneider machte nach der Volksschule eine Lehre als Weber und war Textilarbeiter. Er heiratete 1892. Ab den 1890er Jahren war er Vorsitzender der Filiale des Textilarbeiterverbands in Gera und 1899 bis 1900 Vorsitzender des Gewerkschaftskartells. Er gehörte zu den Gründern der SPD in Gera-Debschwitz und war dort bis 1899 Vorstandsmitglied. 1905 wurde er zunächst Berichterstatter, dann Redakteur der "Reußischen Tribüne" in Gera. Von März 1905 bis zur Machtergreifung der Nationalsozialisten 1933 war er Gauleiter des Textilarbeiterverbands für Thüringen mit Sitz in Gera. Im Jahr 1914 war er Beisitzer im Gewerbegericht.
1919–1920 war der Mitglieder des vereinigten Landtages des Volksstaates Reuß, 1921–1923 Mitglied der Gebietsvertretung Reuß und 1920–1924 des Thüringischen Landtags. 1919 kandidierte er im Wahlkreis 36 (Thüringische Staaten Sachsen-Weimar, Sachsen-Meiningen, Sachsen-Altenburg, Sachsen-Coburg, Sachsen-Coburg-Gotha, die beiden Schwarzburgund die beiden Reuß sowie der Reg.-Bez. Erfurt und der Kreis Schmalkalden) und 1920 im Wahlkreis 13 (Thüringen) erfolglos für den Reichstag.